# Christian Bianchi
Christian Bianchi (* 19. Juni 1970 in Bozen) ist ein italienischer Politiker.

## Biographie
Bianchi ist beruflich als Versicherungsvertreter tätig. Politisch aktiv wurde er 1995, als er für das Mitte-rechts-Bündnis Polo del Buongoverno in den Gemeinderat der Stadt Leifers gewählt wurde, was ihm auch bei den nachfolgenden Kommunalwahlen 2000, 2005 und 2010 gelang. 2010 kandidierte er zudem als Bürgermeisterkandidat, unterlag aber der Kandidatin des Mitte-links-Bündnisses Liliana Di Fede. Bei den nächsten Kommunalwahlen 2015 wurde er als Spitzenkandidat des Bündnisses Uniti per Laives zum Bürgermeister der Stadt gewählt, fünf Jahre später in seinem Amt bestätigt.
Bei den Landtagswahlen 2023 trat er als unabhängiger Kandidat auf der Liste der Lega an. Die Lega erhielt 3 % der Stimmen und Bianchi konnte sich mit 3.098 Vorzugsstimmen das einzige Mandat der Liste für den Südtiroler Landtag und damit gleichzeitig den Regionalrat Trentino-Südtirol sichern. Am 1. Februar 2024 wurde er in die neue Südtiroler Landesregierung gewählt; im Kabinett Kompatscher III übernahm er die Ressorts Hochbau, Vermögen, Grundbuch und Kataster. Anfang Februar 2025 löste sich Bianchi von der Lega und trat der Partei Forza Italia bei.